# Cangoderces milani
Espèce
Cangoderces milani est une espèce d'araignées aranéomorphes de la famille des Telemidae.

## Distribution
Cette espèce est endémique du Cameroun.

## Publication originale
- Wang & Li, 2011 : Three new species of Telemidae (Araneae) from western Africa. Zootaxa no 2902, p. 44-58.